# NGC 7317
NGC 7317 (другие обозначения — PGC 69256, MCG 6-49-38, ARP 319, ZWG 514.60, HCG 92E, VV 288) — эллиптическая галактика (E4) в созвездии Пегас.
Объект входит в состав Квинтета Стефана.
Этот объект входит в число перечисленных в оригинальной редакции «Нового общего каталога».